# Neallogaster schmidti
Neallogaster schmidti là loài chuồn chuồn trong họ Cordulegastridae. Loài này được Asahina mô tả khoa học đầu tiên năm 1982.